# Mark Halsey
Mark Halsey (Hertfordshire, 1961. június 8. –) angol nemzetközi labdarúgó-játékvezető. Egyéb foglalkozása: étteremtulajdonos.

## Pályafutása

### Labdarúgóként
Fiatal és ifjúsági korában a helyi St Alban City és Hertford Town iskolai csapatokban játszott.

### Labdarúgó-játékvezetőként

#### Nemzeti játékvezetés
A játékvezetői vizsgát 1989-ben tette le, 1999-ben lett hazája legfelső szintű labdarúgó-bajnokságának játékvezetője. Az aktív nemzeti játékvezetéstől 2006-ban, a FIFA 45 éves korhatárának elérésével vonult vissza. Alacsonyabb osztályban rendszeresen vezet mérkőzéseket.

##### Nemzeti kupamérkőzések
Vezetett Kupa-döntők száma: 2.

###### Szuper-kupa
| Időpont            | Helyszín                | Mérkőzés típusa | Mérkőzés                  | Eredmény | Nézők száma |
| ------------------ | ----------------------- | --------------- | ------------------------- | -------- | ----------- |
| 2007. augusztus 5. | Wembley Stadion, London | döntő           | Chelsea–Manchester United | 1 : 1    | 80 731      |

###### Liga Kupa
| Időpont           | Helyszín                | Mérkőzés típusa | Mérkőzés                  | Eredmény | Nézők száma |
| ----------------- | ----------------------- | --------------- | ------------------------- | -------- | ----------- |
| 2008. február 24. | Wembley Stadion, London | döntő           | Chelsea–Tottenham Hotspur | 1 : 2    | 87 660      |

#### Nemzetközi játékvezetés
Az Angol labdarúgó-szövetség (FA) Játékvezető Bizottsága (JB) 2000-ben terjesztette fel nemzetközi játékvezetőnek, a Nemzetközi Labdarúgó-szövetség (FIFA) bíróinak keretébe. Több válogatott és nemzetközi klubmérkőzést vezetett. Az angol nemzetközi játékvezetők rangsorában, a világbajnokság-Európa-bajnokság sorrendjében többedmagával a 38. helyet foglalja el 1 találkozó szolgálatával. Az aktív nemzetközi játékvezetéstől 2006-ban a FIFA 45 éves korhatárának elérésével vonult vissza. Válogatott mérkőzéseinek száma: 2.

##### Európa-bajnokság
Az európai-labdarúgó torna döntőjéhez vezető úton Ausztriába és Svájcba a XIII., a 2008-as labdarúgó-Európa-bajnokságra az UEFA JB játékvezetőként foglalkoztatta.
| Időpont          | Helyszín                  | Mérkőzés típusa           | Mérkőzés                | Eredmény | Nézők száma |
| ---------------- | ------------------------- | ------------------------- | ----------------------- | -------- | ----------- |
| 2006. október 7. | Bessa XXI. Stadion, Porto | előselejtező (A. csoport) | Portugália–Azerbajdzsán | 3 : 0    | 20 000      |